# Ağdırhasan, Havza
Ağdırhasan là một xã thuộc huyện Havza, tỉnh Samsun, Thổ Nhĩ Kỳ. Dân số thời điểm năm 2010 là 49 người.